# Magnolia stellata
Magnolia stellata là một loài thực vật thuộc chi Mộc lan bản địa Nhật Bản. Nó có hoa màu trắng hoặc vàng nở vào đầu mùa xuân khi lá chưa nhú ra. Loài này có mối liên hệ gần gũi với Magnolia kobus và được các nhà thực vật học xem là một biến thể hay giống của loài kobus. Tuy nhiên, Magnolia stellata đã được chấp nhận là một loài riêng trong chuyên khảo năm 1998 bởi Hunt.
Cây cao 4,6 đến 6 m, cây trưởng thành có tán rộng đến 4,6 m. Cây còn trẻ mọc theo hướng ô van thẳng đứng nhưng cây già mọc thành cây có tán. Sương giá mùa xuân có thể làm hỏng hoa. Cây bụi thích đất sâu, có tính axit. Nó có thể được nhân giống bằng hạt, hoặc dễ dàng hơn bằng cách cắt rễ sau khi các nụ hoa đã hình thành.

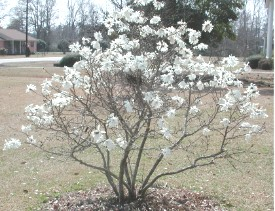
Magnolia stellata mọc ở Hemingway, South Carolina
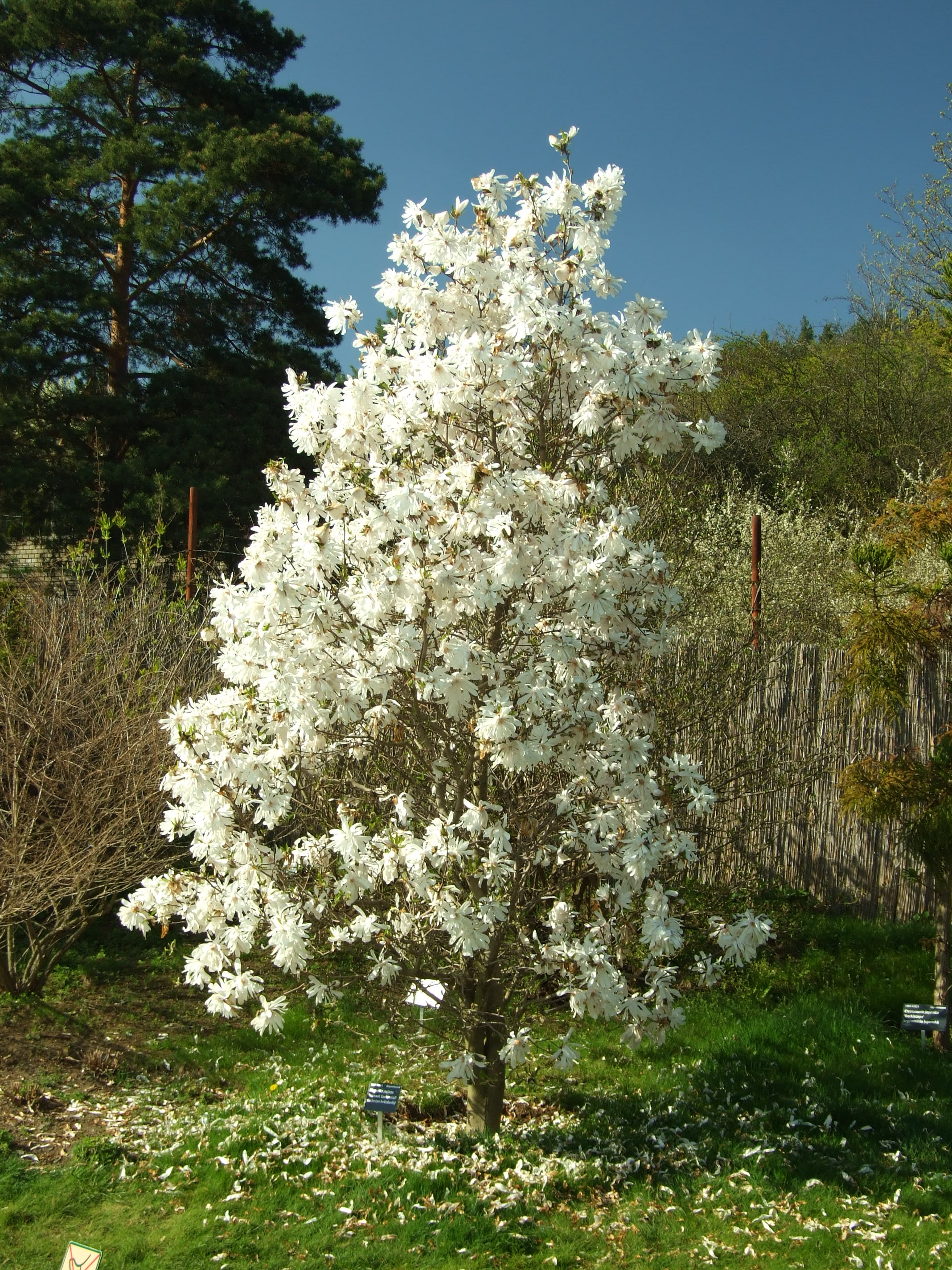
Magnolia stellata ở vườn thực vật Praha, CH Séc
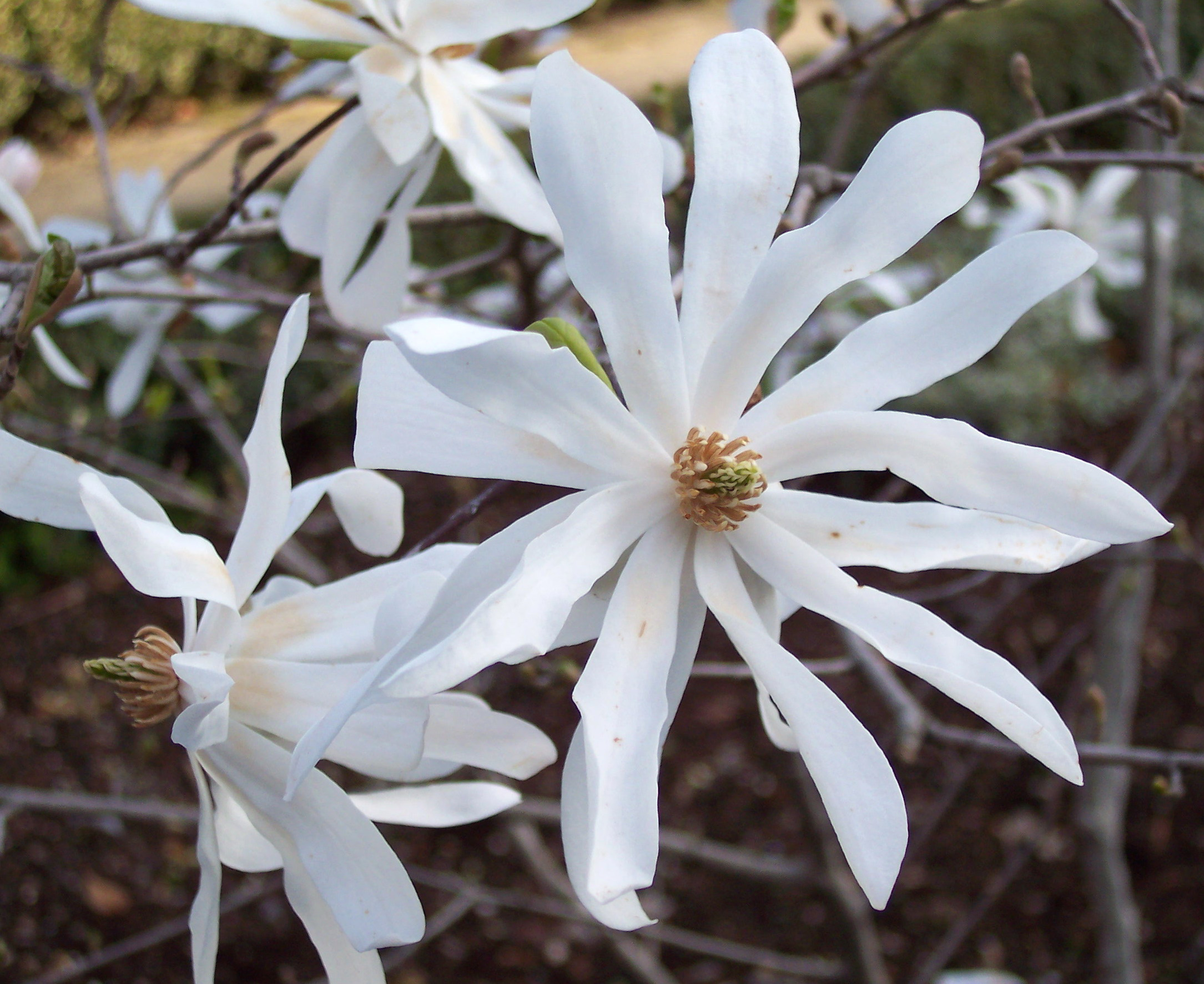
Hoa
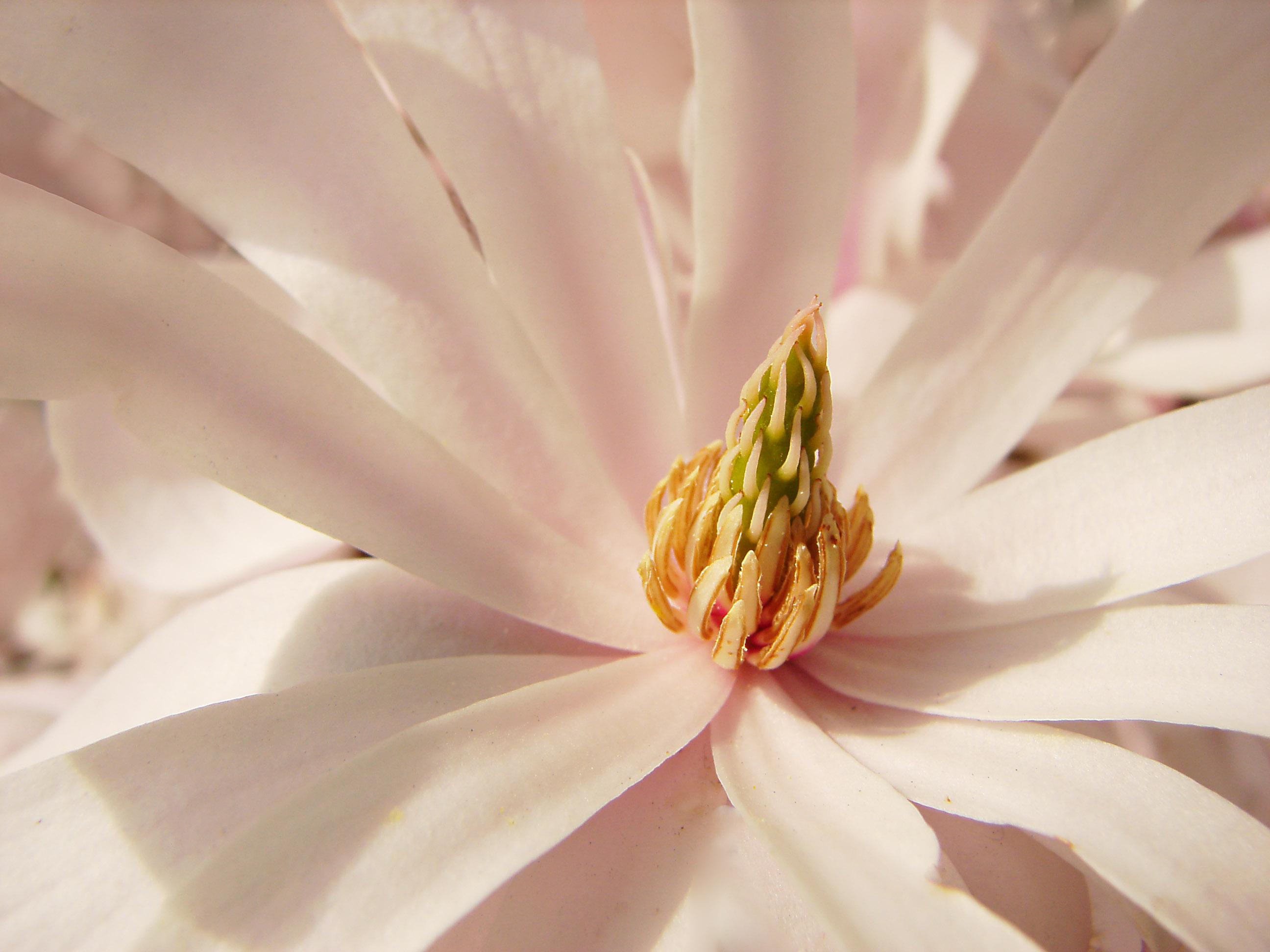
Chụp gần